# Rossig boomkussen
Het rossig boomkussen (Reticularia splendens) is een slijmzwam die behoort tot de familie Reticulariidae. Het leeft saprotroof op dood naaldhout. Het komt voor in naaldbos of gemengd bos. Ze groeien alleen of in groepen. Het wordt gekenmerkt door zijn grote aethalia (vruchtlichaam), zijn roodbruine cortex en zijn membraneuze pseudocapillitium, in geperforeerde platen.

## Kenmerken
Reticularia splendens vormt een groot aethalium. Aethalia zijn robuust, meestal 1 tot 3 cm groot, soms kleiner, vaak groter. Ze zijn maximaal 6 cm en 1 cm dik. De structuur is poederachtig, roodbruin tot gearceerd. De cortex is vasthoudend-kraakbeenachtig, glad tot ruw. Het vormt vaak een duidelijke ring rond de basis van het aethalium. De sporen zijn bruin in bulk. Ze zijn bolvormig, vrij, duidelijk netvormig in banden tot twee derde van het oppervlak, elders fijn wrattig, bleek bruingeel. De sporenmaat is 7 tot 9 µm in diameter. Het plasmodium is waterig wit dan roze tot bruin. Het pseudocapillitium is in een aanhoudend uniform netwerk van anastomose, geperforeerde platen, die zich uitstrekken van de basis en de cortex, vast blijven zitten, soms met gerafelde randen of lobben.
Verdorde exemplaren zijn qua uiterlijk vergelijkbaar met die van het zilveren boomkussen (Reticularia lycoperdon), maar deze heeft een bruinachtige cortex en een pseudocapillitium waarvan het weefsel voortkomt uit de basis van het aethalium met een cilindrische tot plaatachtige vorm.

## Verspreiding
Het rossig boomkussen komt voor in Noord-Amerika (VS, Canada), Europa, Azië (Japan) en Australië . In Nederland komt het rossig boomkussen vrij zeldzaam voor .